# 28833 Arunachalam
28833 Arunachalam è un asteroide della fascia principale. Scoperto nel 2000, presenta un'orbita caratterizzata da un semiasse maggiore pari a 2,8416342 UA e da un'eccentricità di 0,0176965, inclinata di 2,66996° rispetto all'eclittica.